# Gare de Kokubu (Kagoshima)
La gare de Kokubu (国分駅, Kokubu-eki) est une gare ferroviaire de la ville de Kirishima, dans la préfecture de Kumamoto au Japon. Elle est exploitée par la JR Kyushu.

## Situation ferroviaire
La gare de Kokubu est située au point kilométrique (PK) 432,1 de la ligne principale Nippō.

## Histoire
La gare a été inaugurée le 24 novembre 1929.

## Service des voyageurs

### Accueil
La gare dispose d'un bâtiment voyageurs, avec guichets, ouvert tous les jours.

### Desserte
- Ligne principale Nippō :
  - voies 1 à 3 : direction Hayato et Kagoshima-Chūō
  - voies 1 et 2 : direction Miyakonojō et Miyazaki